# 10892 Gianna
10892 Gianna è un asteroide della fascia principale. Scoperto nel 1997, presenta un'orbita caratterizzata da un semiasse maggiore pari a 2,2583311 au e da un'eccentricità di 0,1493665, inclinata di 3,48046° rispetto all'eclittica.